# 原木栽培

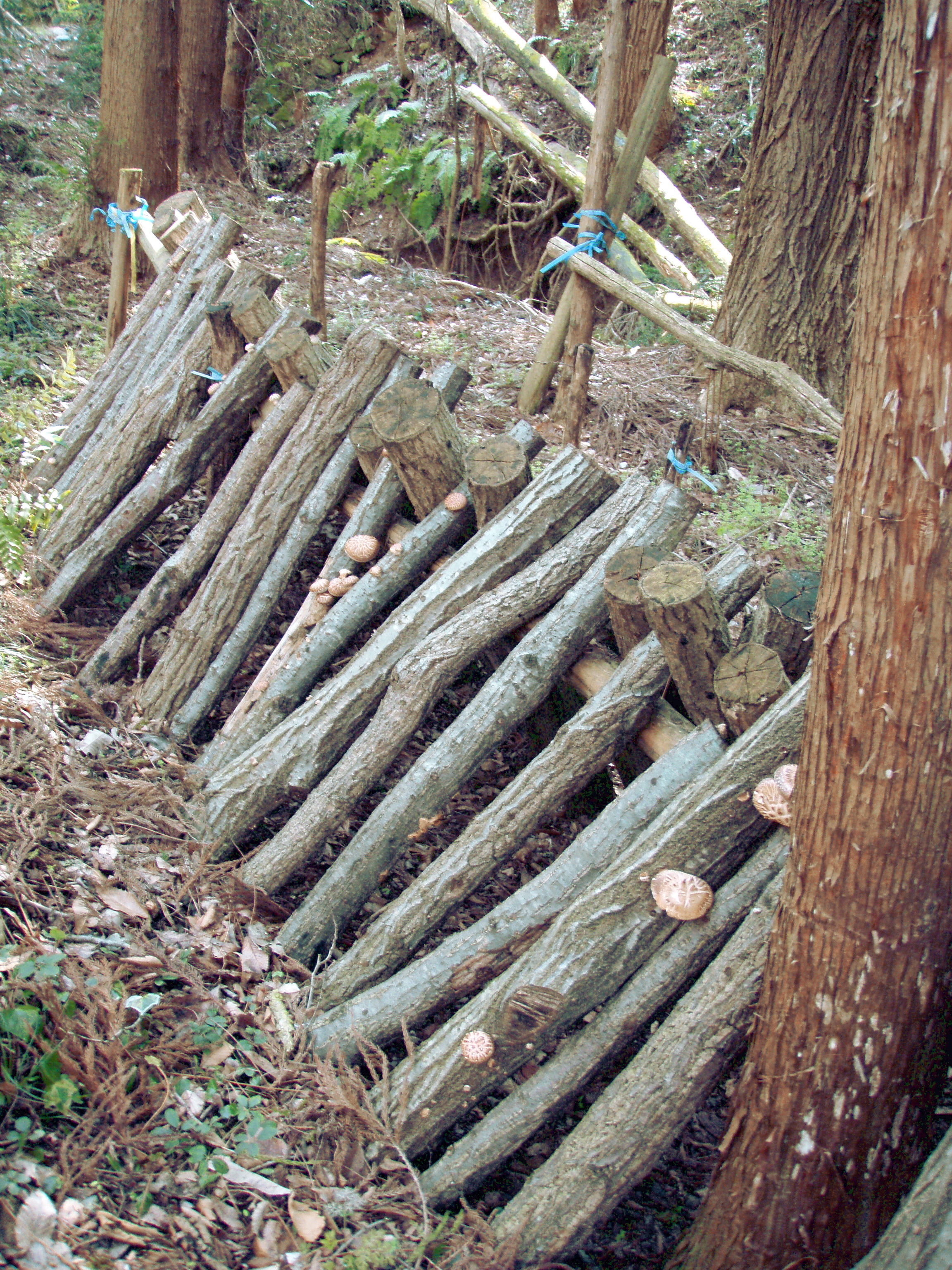
シイタケ原木栽培の例

原木栽培（げんぼくさいばい）とは天然の木を用い木材腐朽菌のきのこを栽培する方法で、伐採し枯れた丸太に直接種菌を植え付ける方法である。丸太(原木)をそのまま使うことから原木栽培と言われている。本稿では子実体を食用または薬用とするために日本国内で商業生産されるキノコに関し記述する。

## 概要

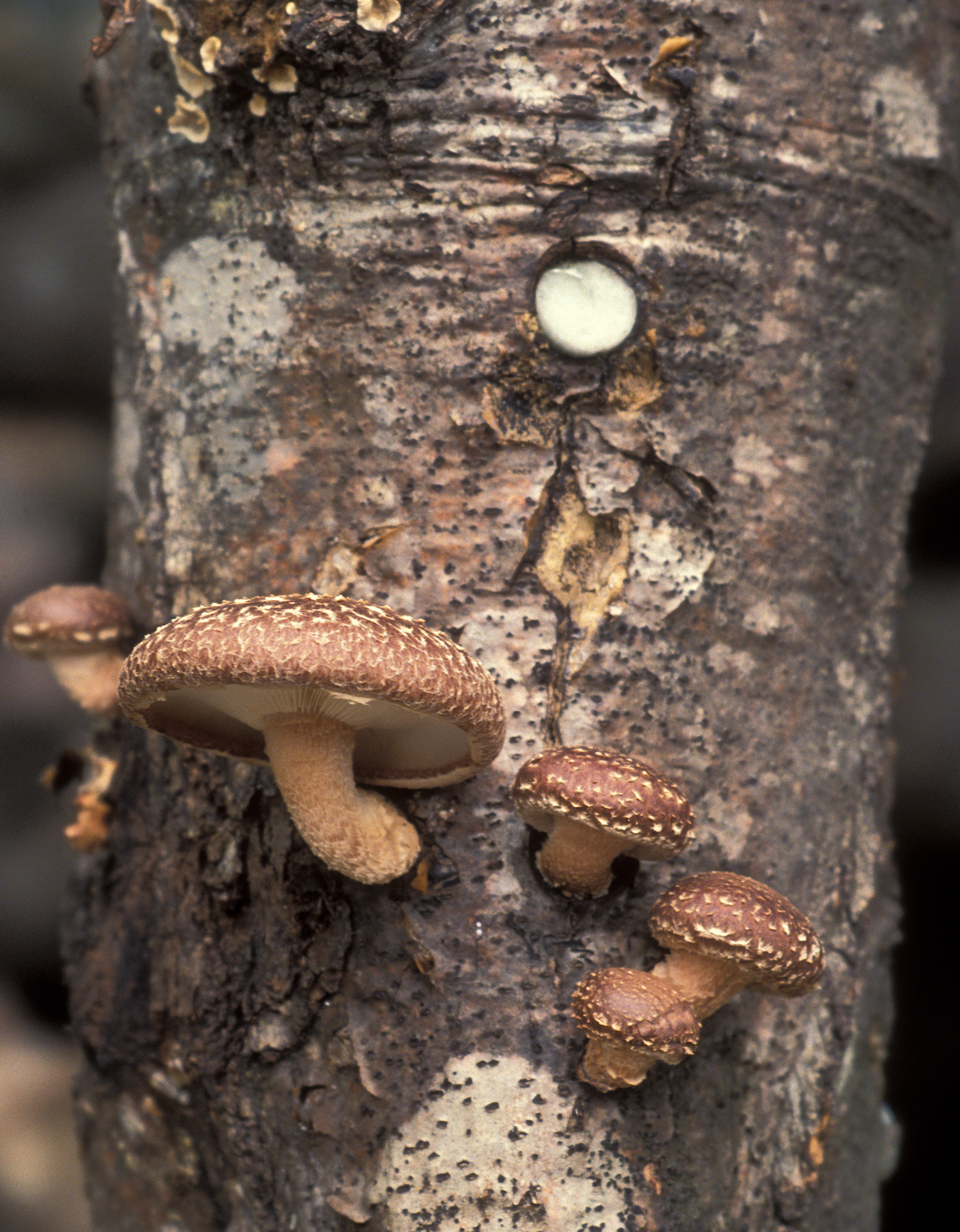
原木栽培シイタケの例

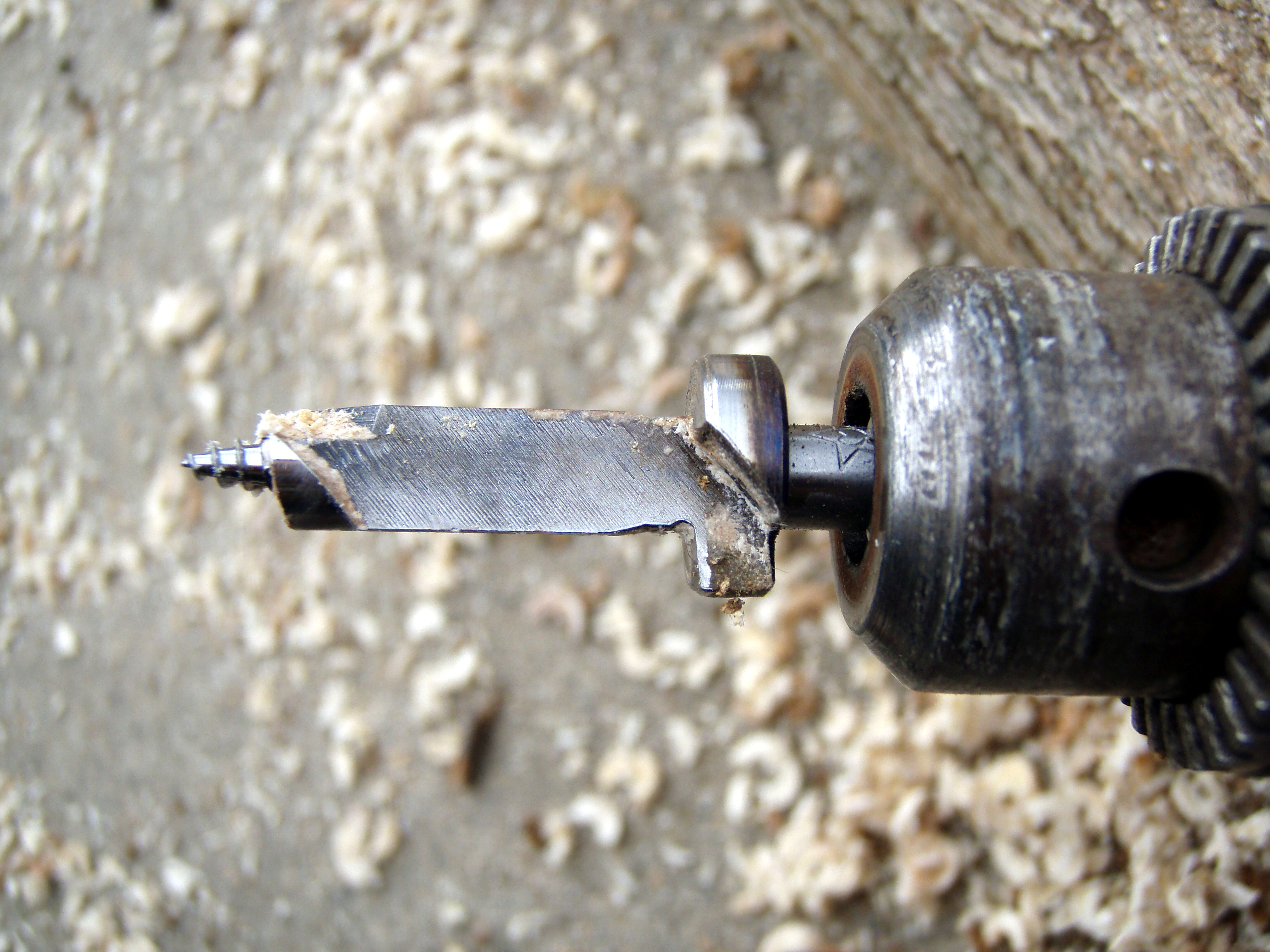
原木に孔を開けるためのドリルビット

最も野生に近い栽培方法。切り株に直接菌を付ける方法から、一定の長さに切断した「榾木（ほだ木）」を用いる方法などがある。一般に原木栽培と言えば、普通榾木栽培を指すことが多い。基本的に、野生のキノコが生えるのと同じ環境が必要なため、ほとんどが山林で（近年は一部、廃トンネルなど）自然のサイクルに合わせ育成(栽培)される。従って、収穫時期は各々のキノコ固有の時期になる。ゆえに気象条件だけでなく害虫や有害菌などの外部環境の影響を受けやすく、収量と品質は安定しにくいが、天然条件と変わらない方法で栽培されるため、食味は天然と同じといえる。販売される際は『原木栽培』の表示がされる。
原料木の加工状態で原木栽培は幾つかに分類される。
1. 切り倒した切り株を使う「伐根栽培」
2. 切り倒した幹の枝を切り払い使う「長木栽培」
3. 100 cm程度に切断した木を使う「普通原木栽培」
4. 15〜20 cm程度に切断した木を使う「短木栽培」と、短木を加熱殺菌した「殺菌原木栽培」

法がある。
一般的に、生の木は木材腐朽菌の成長を阻害する物質を含むため適さないとされている。原木の伐採後は数ヶ月間乾燥させ、種菌を接種し天然と同じ様な環境に置き、翌年秋の発生を待つ。

## 原木

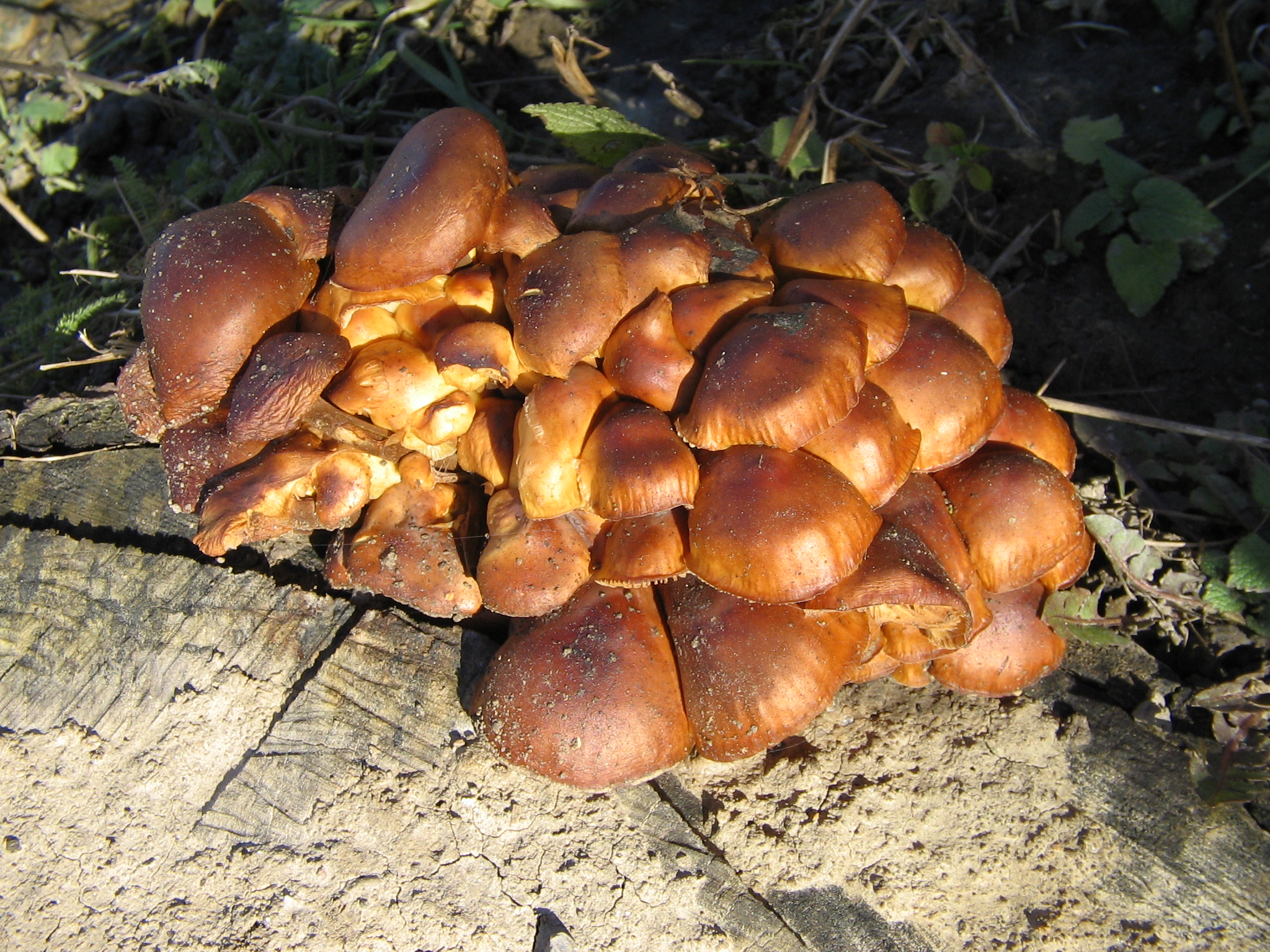
原木に生えたエノキタケ

キノコ(菌種)と使用する樹種と樹齢には相性があり、ミズナラ、ポプラ、サクラ、クヌギ、コナラ、ブナ、カキ、クリ、クルミ、シラカンバ、ヤナギ、ケヤキ、シデ、クワ、エノキ、カエデなどの落葉広葉樹が利用される。ヒラタケなどの一部のキノコにおいては、スギ、ヒノキ、カラマツなどの針葉樹やイチョウを利用しても発生が望めるが、落葉広葉樹を原木とした時と比較して子実体の発生量は少なくなる。栽培するキノコの種類によってそれぞれ適した原木が異なる。シイタケに適した樹種はクヌギ、コナラ、ミズナラであり、ナメコに適した樹種はサクラ、トチノキ、カエデ、ブナ、コナラである。また、ヒラタケでは、リンゴ、エノキ、ヤマフジ、クルミ、ヤナギ、リンゴ、ポプラ、ハンノキ、タラノキ、シデ、ミカン、アオギリ、エゴノキ、クワ、ヤマナラシ、ハリギリ、ネムノキ、ホオノキ、ブナ、サクラ、シラカンバ、ムクノキ、カキ､モミジなど、様々な樹種において適している。。樹齢は10〜30年程度のものが利用される。根元付近から木を切り倒し、葉がついた状態で放置することで、葉からしだいに水分が抜け、植菌に適した状態となる。十分に乾燥させないと菌糸の生育が抑制される。1 mほどの長さに玉切りし約1月間直射日光を避けて管理する。植菌は日本では一般に2-3月が適期とされ、それぞれの地域でソメイヨシノが咲くころまでに終えるのがよいとされる。
シイタケでは菌株の選別と一定の前処理を施すことで、スギ、カラマツ、アカマツなどの針葉樹も利用されている 。
原木栽培法に於いても菌床栽培のように、ほだ木を高温滅菌(殺菌)し種付けをする方法を採用いることで、雑菌に弱く栽培が難しかったマイタケなど菌種の栽培成功率が上がった。(殺菌原木栽培)
近年は国産椎茸が見直され、国産品の需要は増加傾向にあるが、生産コストや労働力の不足などの問題から衰退しつつある。特に、原木伐採に関わる労働力は高齢化などにより急速に減少し、原木不足が深刻化している。
原木入手難に対し、北海道立林産試験場などで成長期に伐採した原木の利用研究が行われている。

## 歴史
半栽培
日本での発祥は古くエノキタケでは江戸時代初期から、シイタケでは江戸時代中頃の1664年頃から静岡県、大分県でほだ木に切れ込みを入れ天然の胞子が付着するのを待つ、ナタ目法と言う半栽培の方法で行われた。 1697年（元禄16 年）の宮崎安貞・貝原楽軒編「農業全書」には、シイタケ栽培の方法が記されている。
シイタケの人工接種による栽培
明治時代以降には、1907年、三村鐘三郎の「胞子の粉末を水に混ぜ込みホダ汁として使用する方法」や「完熟したホダ木から得られた木片を原木に埋め込む方法」、1930年（昭和5年）、森本彦三郎の「シイタケの純粋培養された鋸屑種菌による栽培方法」、などの技術的進歩をへて1935年頃までに全国に普及し、1943年（昭和18年）、現在と同じ方法が森喜作の「くさび型木片にシイタケ菌を純粋培養した種駒による栽培」で人工栽培技術は確立され、1945年（昭和20年）以降、他のキノコにも応用されて行く。シイタケは生だけでなく「乾燥」させた物が広く利用されたため、商品価値が高く積極的に研究がされた。

## 栽培工程
一般的な原木栽培の工程。但し、細部は目的のキノコや栽培方法で異なる。
- 原木伐採と乾燥、10月から翌2月
- 玉切りと種菌接種、3月から5月
- 伏せ込み（菌糸体の蔓延）、菌接種後の秋または翌年春まで
- 子実体発生、翌年春または翌年秋
- 収穫、3年から7年程度継続。多くは5年程度発生

### 原木加工と伏せ込み
通常、原木の伐採は水分量が減り活動が活発的ではなくなる時期「紅葉が始まる頃から早春の水揚げが始まる直前まで」に行い、伏せ込みを行っても芽が出ない程度に数ヶ月間乾燥させる。原木含水量は、28〜47 %とし、25 %以下にならないように管理する。樹皮は子実体成長の際に保護層のはたらきをするので剥がれない様取り扱う。
「普通原木栽培」と「短木栽培」栽培の場合は目的の長さに玉切り(切断し)後直ちに種菌を接種する。更に、接種後直ちに、菌床となる切り株やほだ木の乾燥を防ぐ為に、土や落ち葉またはビニールシートを被せる「伏せ込み」を行い、菌糸体を蔓延させる。
伏せ込み用地は「原木伐採の跡地」や「空調設備のない簡単な小屋」、木陰などを使用するが、菌接種後の数ヶ月間の管理は重要で、乾燥と温度上昇は害虫の侵入や害菌の増殖の格好の場ともなりやすく、接種した菌の蔓延とキノコの発生に最も大きな影響を与える。適切な量の種菌接種を行い十分な湿度があれば害菌より早く目的の菌が蔓延するが、過度の湿度も有害になる。

### 種菌接種

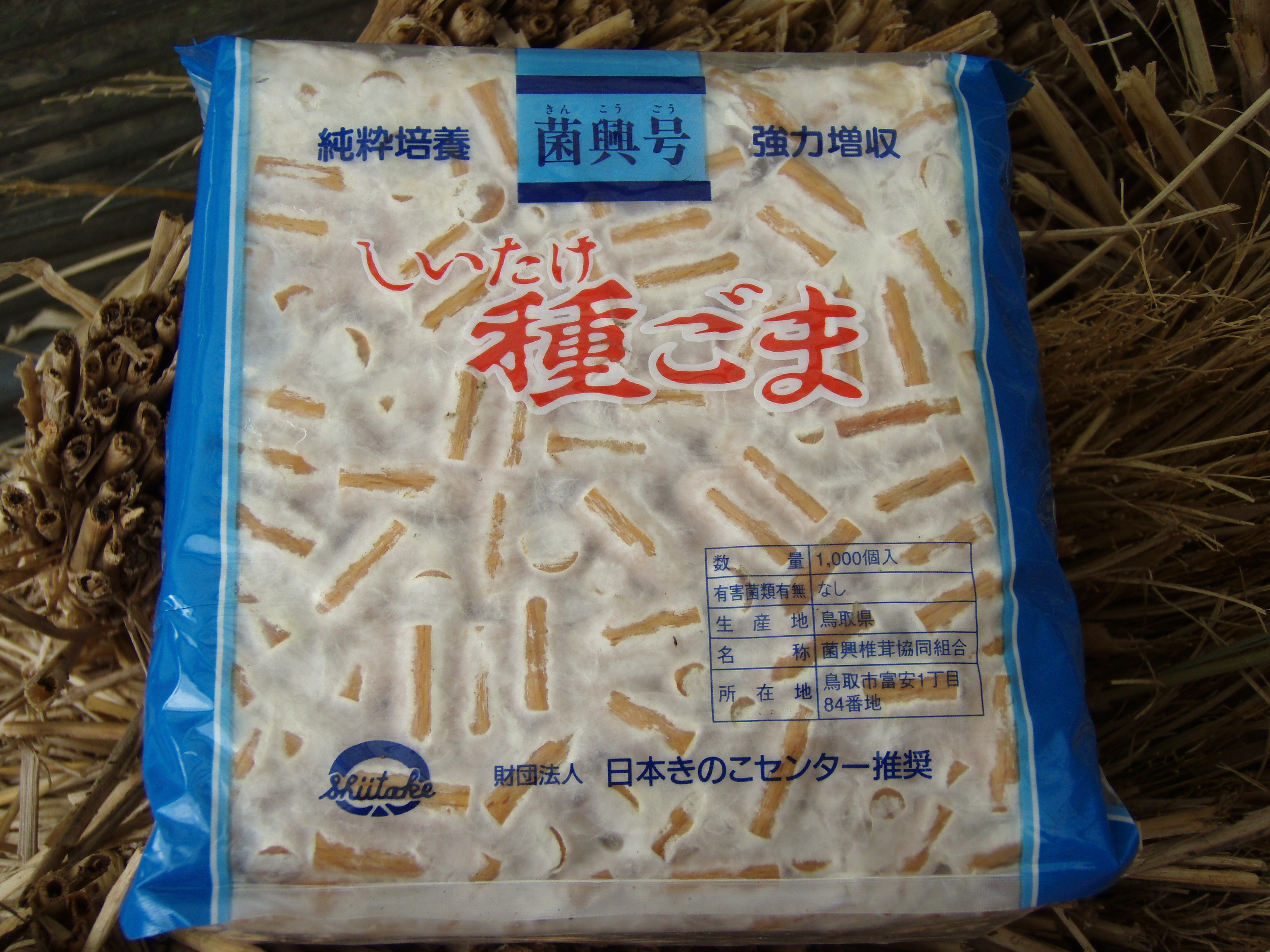
生産者向けに販売されている種菌

種菌には、目的のキノコの菌糸体をオガクズや原木に蔓延させた物を使用する。オガクズを使用する物は「オガ菌」とも呼ばれ、ペースト状の物(オガ菌床)を切断面に塗りつける方法と、圧縮成形しペレット状(⌀15×20 mm程度)にした物などを利用する。原木に蔓延させた物は「駒木」とも呼ばれ、楔状に切断加工されている。「短木栽培」ではオガ菌床を塗りつけることが多い。「伐根栽培」「長木栽培」「普通原木栽培」では駒木を利用することが多く、ドリルで一定の間隔で木に穴を開け、穴が乾く前に駒打ち(駒木を穴に打ち込む)する。種菌の接種量を多くすると菌糸体の蔓延が早くなり、子実体発生までの期間を短くすることが出来る。

### 発生
子実体は、原木に十分に菌糸が蔓延し適した温湿度条件が続くと発生する。通常は、種付けの翌年秋から発生するが、キノコ(菌種)と樹種を選ぶ事で翌年春の発生も可能で、菌が回りやすい柔らかいクルミなどを原木に使用すれば、翌年の春にキノコが発生し収穫可能になる。しかし、柔らかい木は分解も早く3年以上の継続発生は難しい。コナラ、クヌギなどを原木とした場合、3〜7年程度継続し収穫できる。シイタケは刺激を与えることで年間 3〜4回の発生をさせることができるが、ほとんどのキノコでは、1年に1回の収穫となる。キクラゲは樹種を選ばず栽培が容易。収穫量は発生初年度よりも2〜5年後(種付け後3〜5年後)位が一番多くなる。

### 害虫と害菌

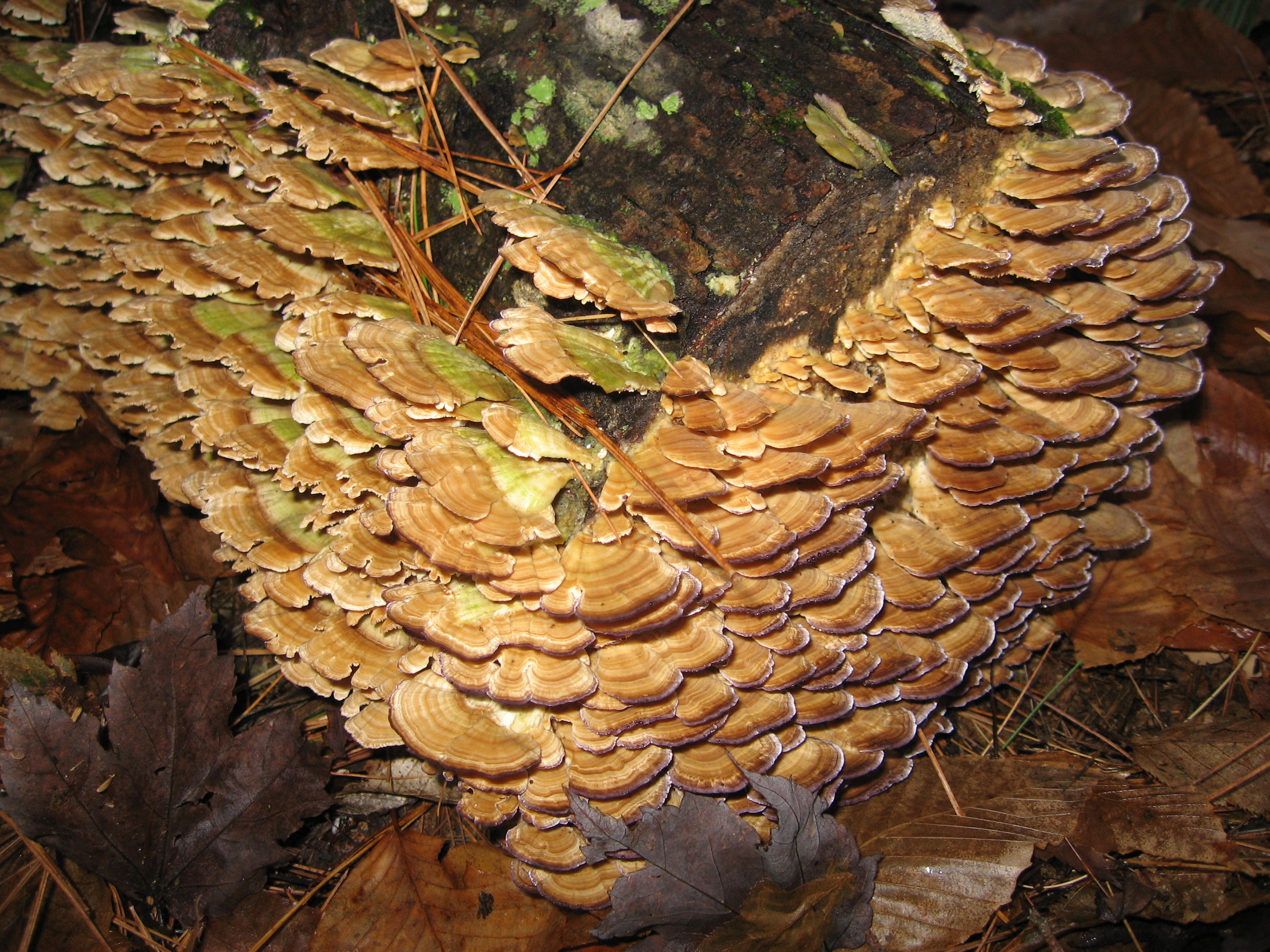
害菌に冒された原木

自然の中で育てるため、全ての状態において害虫と害菌は多い。しかし、菌床栽培のような純粋培養的方法ではないので、害菌が発生しても急激に拡大することはない。乾燥すると、害菌が増殖し易くなるので湿度管理は重要。
栽培方法によらず、キノコ栽培に悪影響を与える主な生物。(植物類は除外)
- 「基材」に影響する。

新ほだ木を食害する害虫（森林昆虫学で「穿孔虫」と呼ばれる）には広範囲の甲虫類、キバチ類、穿孔性ガ類がいるが、特にカミキリムシ科（ミドリカミキリ・クリストフコトラカミキリ・ナガゴマフカミキリ・ハラアカコブカミキリ・タカサゴシロカミキリなど）、キクイムシ科、ナガキクイムシ科の昆虫による被害が大きい。これらの害虫は菌糸の十分に回っていないほだ木を食い荒らし、菌糸の伸長を阻害したり雑菌を持ち込んだりするほか、ほだ木の寿命を縮める要因となる。またナガゴマフカミキリやシイタケオオヒロズコガなどによって食害された坑道に、シイタケの菌糸のみを餌として繁殖する菌食性のアザミウマの一種 Haplothrips sp. が大発生した事例も報告されている。完熟ほだ木の菌糸や腐朽部を食害して材内部に空洞をあけ、ほだ木の寿命を縮める害虫にはゴミムシダマシ科（ユミアシゴミムシダマシ・ナガニジゴミムシダマシ・キマワリなど）、コガネムシ科（クロハナムグリ・アオハナムグリ・トラハナムグリ）、クワガタムシ科の昆虫、アオバナガクチキムシなどがいる。一方でクワガタムシの産卵用にシイタケなどのホダ木の古くなったものが使われるほか、昆虫マットなどの昆虫用品は殆どシイタケなどの廃原木が流用されている。カミキリムシは直ちに捕殺することが奨励され、またネットでほだ木を覆うことも効果がある。
- 「菌糸体」「子実体」に影響する[15]。

菌類　Verticillium 属、トリコデルマ( Trichoderma 属)、アオカビ( Penicillium 属)、クモノスカビ(Rhizopus 属)、Neurospora 属、ボタンタケ類、コウヤクタケ類、ゴムタケ類、ズキンタケ類。
バクテリア類、バシラス属( Bacillus 属)
虫(動物)類、　ナメクジ、カタツムリ、ハサミムシ、キノコムシ類、ダニ、キノコバエ

## 栽培技術

### 伐根栽培
枯死した切り株を菌床として直接種菌を接種する方法で、既に雑菌が取り付き変色した切り株は利用しない。長木栽培と同じく山間部での栽培に適し、発生させるキノコが生育する条件を満たした環境であることが必須条件となる。ほとんどの広葉樹が利用でき、栽培可能な菌種も幅広く、キノコ発生の成功率は約60 %程度。条件が良ければナメコなどでは 3〜7年程度の収穫も行える。直径30 cm以上の切り株は長期間の発生が期待できる。「伏せ込み」作業を省くこともできる。

### 長木栽培
伐採した木を長いまま（但し、余分な枝を切り落とし）利用する方法。伐根栽培と同じく山間部での栽培に適し、発生させるキノコが生育する条件を満たした環境であることが必須条件となる。ほとんどの広葉樹が利用でき、栽培可能な菌種も幅広く、キノコ発生の成功率は60〜70 %程度。春先に接種した場合、早ければ翌年の春、普通は翌年秋にキノコが発生し収穫可能となる。
初期投資額を抑える温室栽培の研究も行われている。

### 普通原木栽培

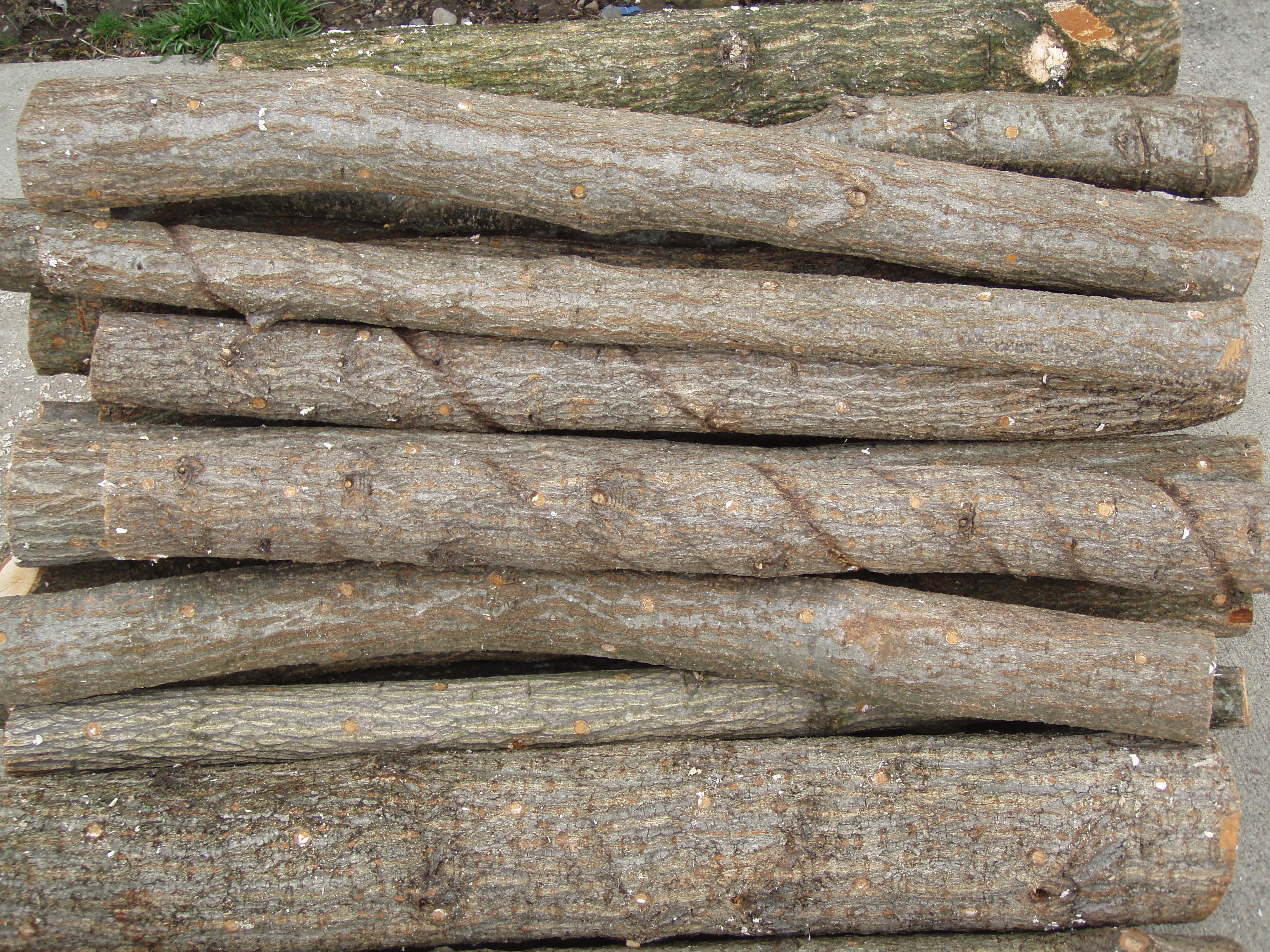
約1 mの長さに裁断し駒木（種菌）を打ち込んだ普通原木栽培用の原木

長さ 100 cm 程度に切断した原木に種菌を接種する方法。切断する長さと原木の太さは作業性を考え選定する。ナメコ、キクラゲでも利用される。主にシイタケ栽培に用いられる。現在では、子実体の発生条件に対し積極的に関与し収量増を目指す「不時栽培」法が行われ、潅水と排水施設を備えた専用の発生場所で発生させる。

### 短木栽培
長さ 15〜20 cm程度に切断した原木に種菌を接種する方法。多くの場合、伏せ込みの際に木の9割程度を土に埋める。日除けのため、上には落ち葉や藁を被せたり木陰で栽培する。主にクリタケ、ヒラタケ、ナメコ、エノキタケで利用される。
殺菌栽培、
菌床栽培のように加熱殺菌した原木に種菌を接種する方法。蒸気で殺菌する方法もあるが、ドラム缶で原木を煮沸する方法もある。害菌に対する抵抗力の弱いマンネンタケ、ヤマブシタケ、マイタケ栽培などで利用される。

## 関連書籍
- 古川久彦; 野淵輝『栽培きのこ 害菌・害虫 ハンドブック』（増補・改訂）全国林業改良普及協会、1996年3月。ISBN 4-88138-049-4、ISBN 978-4-88138-049-9。2021年11月30日閲覧。